# Jan van den Velden
Jan van den Velden (Amsterdam, 6 februari 1768 - Utrecht, 26 maart 1854) was een Nederlands politicus.
Op 30 november 1813 werd de Raad der Municipaliteit ontbonden. Er kwam een overgangsbestuur met vijftien leden. Meest patriciërs met een oranjegezinde achtergrond. Oud-marineofficier Jan van den Velden trad op als president en was aldus burgemeester van Utrecht, een functie die hij van 1813 tot 1815 vervulde.
Van 18 oktober 1836 tot 17 oktober 1842 was hij lid van de Tweede Kamer der Staten-Generaal voor de provincie Utrecht, De Nederlands Hervormde Van den Velden behoorde tot de politieke stroming der ultraconservatieven en was regeringsgezind onder Willem I en Willem II. Als parlementariër stemde hij bij de Grondwetsherziening van 1840 tegen de periodieke verkiezing van de stedelijke raden.

## Loopbaan
- Burgemeester van Utrecht, van 1813 tot 1815
- Commandeur van de Brede Wimpel
- Schout-bij-nacht, omstreeks 1822 en nog in 1829
- Lid Hoog Militair Gerechtshof, van 17 oktober 1814 tot 3 juni 1851
- Lid Tweede Kamer der Staten-Generaal voor de provincie Utrecht, van 18 oktober 1836 tot 17 oktober 1842
- Viceadmiraal, omstreeks 1842

## Familie en gezin
Jan van den Velden is een zoon van Jacob Andries van den Velden (Amsterdam, 18 februari 1740 - Utrecht, 11 maart 1780) en Susanna Antoinetta Nepveu (Suriname, 12 oktober 1745 - Utrecht, 18 februari 1813). Hij werd jonkheer op 20 augustus 1847.
Hij trouwde twee keer, de eerste keer te Amsterdam, op 18 mei 1795 met Jacoba Hartsinck (Amsterdam, 6 december 1766 - Utrecht, 4 augustus 1801). Zij kregen 3 zoons en 1 dochter, waaronder Jhr. Benedictus van den Velden, die vicepresident van de Hoge Raad der Nederlanden zou worden.
Het tweede huwelijk werd ook te Amsterdam gesloten en wel op 12 mei 1805 met Johanna Margaretha barones Lampsins (Amsterdam, 16 maart 1776 - Utrecht, 12 april 1812), met wie hij 2 zoons en 2 dochters kreeg. Zij was een dochter van Apollonius Jan Cornelis baron Lampsins.

### Kinderen eerste huwelijk
- Jkvr. Suzanna Antoinetta van den Velden 1796-1871
- Jhr. Jacob Andries van den Velden 1798-1858
- Jhr. Benedictus van den Velden 1800-1879

### Kinderen tweede huwelijk
- Jkvr. Anna Margaretha van den Velden 1806-1885
- Jhr. Jan Jacob Lampsins van den Velden 1811-1888

- Biografisch Portaal: 25907273
- Digitale Bibliotheek voor de Nederlandse Letteren: veld139
- Parlement.com: vg09llr3azy7